# فرانسیسکو سولواگا
فرانسیسکو سولواگا (اسپانیایی: Francisco Zuluaga‎; ۴ فوریهٔ ۱۹۲۹ – ۸ نوامبر ۱۹۹۳) بازیکن فوتبال اهل کلمبیا بود.
از باشگاه‌هایی که در آن بازی کرده‌است می‌توان به باشگاه فوتبال اتلتیکو ناسیونال، باشگاه فوتبال سانتا فه، و باشگاه فوتبال میلوناریوس اشاره کرد.
وی همچنین در تیم ملی فوتبال کلمبیا بازی کرده‌است.